# Диоксидихлорид молибдена(VI)
Диоксидихлорид молибдена(VI) — неорганическое соединение, оксосоль металла молибдена и соляной кислоты с формулой MoO2Cl2, 
свётло-жёлтые гигроскопичные кристаллы, 
растворимые в воде.

## Получение
- Пропускание хлора над нагретым оксидом молибдена(IV):

{\displaystyle {\mathsf {MoO_{2}+Cl_{2}\ {\xrightarrow {500-700^{o}C}}\ MoO_{2}Cl_{2}}}}
- Нагреванием хлорида молибдена(V) на воздухе:

{\displaystyle {\mathsf {2MoCl_{5}+2O_{2}\ {\xrightarrow {T}}\ 2MoO_{2}Cl_{2}+3Cl_{2}}}}

## Физические свойства
Диоксидихлорид молибдена(VI) образует свётло-жёлтые гигроскопичные кристаллы, легко возгоняющиеся при нагревании,   
растворимые в воде, этаноле, диэтиловом эфире, ацетоне.

## Химические свойства
- Реагирует с сухим фтористым водородом:

{\displaystyle {\mathsf {MoO_{2}Cl_{2}+2HF\ {\xrightarrow {}}\ MoO_{2}F_{2}+2HCl}}}
- Реагирует с оксидом серы(VI), растворенной в сульфурилхлориде:

{\displaystyle {\mathsf {MoO_{2}Cl_{2}+3SO_{3}\ {\xrightarrow {}}\ MoO(SO_{4})_{2}+SO_{2}Cl_{2}}}}